# Кодекс Арундела
Кодекс Арундела (лат. Codex Arundel) — собрание страниц заметок, написанных Леонардо да Винчи и датированных в основном между 1480 и 1518 годами.
Кодекс содержит ряд трактатов по различным предметам, включая механику и геометрию. Название кодекса произошло от графа Арундела, который приобрел его в Испании в 1630-х годах. Он является частью собрания рукописей Арундела Британской библиотеки.

## История
Рукопись была написана в Италии в конце XV-начале XVI века. Большинство страниц можно датировать периодом между 1480 и 1518 годами.
Кодекс был куплен в начале 17 века Томасом Говардом, 21-м графом Арундела, коллекционером произведений искусства и политиком. Его внук, Генри Говард, 6-й герцог Норфолк, подарил его Королевскому обществу в 1667 году. Рукопись была впервые каталогизирована в 1681 году библиотекарем Уильямом Перри как научная и математическая тетрадь.
Она была приобретена Британским музеем у Королевского общества вместе с 549 другими рукописями Арундела (половина коллекции Арундела) в 1831 году. Она была внесена в каталог Британским музеем в 1834 году.
Последнее факсимиле было опубликовано в 1998 году. 30 января 2007 года рукопись стала частью проекта Британской библиотеки «Перелистывая страницы», когда она была оцифрована вместе с Лестерским кодексом и стала доступна в формате 2.0. Эти две рукописи тетрадей Леонардо были воссоединены онлайн.

## Описание
Рукопись содержит 283 бумажных листа разного размера, большинство из которых имеют размер примерно 22 см х 16 см. Только несколько листов пусты. Два фолианта, 100 и 101, дважды были неправильно пронумерованы. Кодекс представляет собой собрание рукописей Леонардо, относящихся к каждому периоду его трудовой жизни, за 40 лет с 1478 по 1518 год. Он содержит короткие трактаты, заметки и рисунки на самые разные темы, от механики до полета птиц. Из текста Леонардо следует, что он собрал страницы вместе с намерением упорядочить и, возможно, опубликовать их. Леонардо обычно использовал один лист бумаги-фолио для каждого предмета, так что каждый фолиант представлял собой небольшой связный трактат по аспекту предмета, разложенный как на задней, так и на передней части нескольких страниц. Это расположение было утеряно более поздними переплетчиками, которые разрезали фолианты на страницы и положили их друг на друга, тем самым разделив многие предметы на несколько разделов и получив расположение, которое кажется случайным.